# Повалиръж
Повалѝръж е село в Западна България. То се намира в Община Сливница, Софийска област.

## География
Село Повалиръж се намира в полупланински район, в историко-географската област Бурел. Отдалечено е на 14 км от Сливница и на 45 км от София. През селото преминава Габерска река.

## История
Името на селото е образувано от глаголa „поваля“ в повелително наклонение и съществителното „ръж“ – повалѝ-ръж, т.е. място, където се отглежда ръж.

## Културни и природни забележителности
Селото е много красиво, с чист въздух и далече от шума на града. Подходящо място за отдих и туризъм.

## Редовни събития
Събора на село Повалиръж е на 28 октомври /Света Мъченица Параскева/
|  |  |  |